# Anicetas Lupeika
Anicetas Lupeika (* 14. Oktober 1936 in Mažeikiai) ist ein litauischer Kommunalpolitiker und ehemaliger Bürgermeister der Rajongemeinde Akmenė. Er ist Ehrenbürger der Rajongemeinde.

## Leben
1955 absolvierte Lupeika als Techniker die Seefahrthochschule Litauens in Klaipėda. Von 1990 bis 2011 war er Mitglied im Gemeinderat und von 1995 bis 2008 Bürgermeister der Rajongemeinde Akmenė. Er war Mitglied der KPdSU und von Lietuvių tautininkų sąjunga.
Lupeika ist verheiratet und hat acht Kinder.

## Auszeichnungen
- 2006: Ehrenzeichen „Už nuopelnus Šiaulių apskričiai“, Bezirk Šiauliai
- Orden des litauischen Großfürsten Gediminas, Ritterkreuz

## Ehrung
- 2009: Ehrenbürger der Rajongemeinde Akmenė